# Poljska na Svjetskom prvenstvu u atletici 2017.
Poljska se kao država članica IAAF-a natjecala na Svjetskom prvenstvu u atletici 2017. u Londonu (od 5. do 18. kolovoza), natjecala s 51 predstavnika.

## Osvajači odličja
| Odličje | Atletičar | Disciplina      | Nadnevak     | Rezultat  |
| ------- | --- | --------------- | ------------ | --------- |
| zlato   | Anita Włodarczyk                                                                                                  | bacanje kladiva | 7. kolovoza  | 77,90 m   |
| zlato   | Paweł Fajdek | bacanje kladiva | 11. kolovoza | 79,81 m   |
| srebro  | Piotr Lisek | skok s motkom   | 8. kolovoza  | 5,89 m    |
| srebro  | Adam Kszczot | 800 m           | 8. kolovoza  | 1:44:95 s |
| bronca  | Malwina Kopron | bacanje kladiva | 7. kolovoza  | 74,76 m   |
| bronca  | Wojciech Nowicki                                                                                                  | bacanje kladiva | 11. kolovoza | 78,03 m   |
| bronca  | Kamila Lićwinko                                                                                                   | skok u vis      | 12. kolovoza | 1,99 m    |
| bronca  | Małgorzata Hołub Iga Baumgart Aleksandra Gaworska Justyna Święty Patrycja Wyciszkiewicz (Q) Martyna Dąbrowska (Q) | štafeta 4x400 m | 13. kolovoza | 3:25:41 s |